# Nyírkáta
Nyírkáta là một thị trấn thuộc hạt Szabolcs-Szatmár-Bereg, Hungary. Thị trấn này có diện tích 38,63 km², dân số năm 2010 là 1790 người, mật độ 46 người/km².